# Allium bungei
Allium bungei är en amaryllisväxtart som beskrevs av Pierre Edmond Boissier. Allium bungei ingår i släktet lökar, och familjen amaryllisväxter.
Artens utbredningsområde är Iran. Inga underarter finns listade i Catalogue of Life.